# Barátréce
A barátréce (Aythya ferina) a lúdalakúak rendjébe, ezen belül a récefélék (Anatidae) családjába és az Aythya nembe tartozó vízimadár.

## Rendszerezése
A fajt Carl von Linné svéd természettudós írta le 1758-ban, az Anas nembe Anas ferina néven.

## Előfordulása
Eurázsia, korábban csak Kelet-Európában volt fellelhető, de az elmúlt 100 év során lassan megjelent Közép- és Nyugat-Európában is. Közép-Európában az egyik leggyakoribb récefaj.

### Kárpát-medencei előfordulása
Magyarországon rendszeres fészkelő. Egész évben megfigyelhető, fagymentes helyeken áttelel. A halastavak és víztározók, valamint nyílt vizeken gazdag mocsarak és mély vizű elöntések elég gyakori fészkelőfaja. Vonulása során nagyobb nyílt vizű tavakat, víztározókat kedveli, de folyókon, bányatavon és árasztásokon is megtalálható. Tavasszal márciusban, ősszel október–novemberben többezres csapatai figyelhetők meg a Balatonon, a Tisza–tavon és a nagyobb alföldi halastavakon.

## Megjelenése
Testhossza 42–49 centiméter, szárnyfesztávolsága 72–82 centiméter, testtömege pedig 650–1200 gramm. A tojó valamivel kisebb, mint a hím. Nászruhában a gácsér feje barna, háta és oldala szürke, begye és melle fekete. Nyugalmi ruhában szeme piros, csőrén pedig világoskék sáv látható. A tojónál ez nem figyelhető meg, a szeme barna, nászruhában világosabb.
|  |  |

## Életmódja
Főleg hínárral, magvakkal és rovarokkal táplálkozik, télen inkább kagylókat fogyaszt. Rövidtávú vonuló, de néha áttelel.

## Szaporodása
Az ivarérettséget többnyire egyéves korban éri el. A költési időszak május–június között van. Talajra növényi anyagokból építi és pehelytollakkal béleli a fészkét. A fészekalj 8-11 halványzöld tojásból áll, melyen 23-25 napig kotlik. Előfordul, hogy közös fészkébe tojnak, vagy több tojó használ egy fészket, de más fajokkal is kikeltethetik fiókáikat.
|  |

## Természetvédelmi helyzete
Az elterjedési területe rendkívül nagy, egyedszáma is még nagy, de gyorsan csökken. A Természetvédelmi Világszövetség Vörös listáján sebezhető fajként szerepel. Magyarországon védett, természetvédelmi értéke 50 000 Ft.